# Jim Trompeter
Jim Trompeter (* 1961) ist ein US-amerikanischer Jazz-Pianist.
Trompeter gewann während seiner Highschool-Zeit ein Musikstipendium für die University of Miami. Als Mitglied von dessen Concert Jazz Band erhielt er den Down Beat Award als Best Instrumental Jazz Performer, den Stan Kenton Memorial Scholarship Award des Montreux Jazz Festivals und fünfmal den Down Beat Award in der Kategorie Large Ensemble.
Als Student wurde er Mitglied der Miami Sound Machine. Er tourte drei Jahre mit der Band, wirkte an ihrem zweimal mit Platin ausgezeichneten Album Let it Loose mit und arbeitete als Komponist und Arrangeur für ihre Liveauftritte. 
Trompeter lebt in Chicago, wo er am Konservatorium der Roosevelt University unterrichtet, als Jingle-Komponist für die WMS Gaming Inc. arbeitet und eine eigene Jazzband leitet, mit der er das Album Four's and Two's aufnahm. 
Als Sideman arbeitete er u. a. mit Claudio Roditi, Dennis Miller, Paul Rodriguez, Freddie Hubbard, Joe Lovano, Arturo Sandoval, Tim Hagans, Kurt Elling, Bob James, Dave Liebman, Randy Brecker,  Rick Margitza, Steve Rodby, Paul Wertico, Paquito D’Rivera, Bob Mintzer, Eddie Daniels, Fareed Haque, Conte Condoli, Lou Marini, Andy Narell, Scott Wendholt, George Garzone, Louie Bellson, Bill Watrous und Carl Fontana. 
Außerdem war er an Produktionen von  Gloria Estefan, Jon Secada, Boy George, Amy Grant, David Lee Roth, Whitney Houston, Sammy Davis Junior, Oprah Winfrey, Shecky Green und Art Garfunkel beteiligt.